# Lew Vanderpoole
 (juillet 2021).
La mise en forme du texte ne suit pas les recommandations de Wikipédia : il faut le « wikifier ».
Les points d'amélioration suivants sont les cas les plus fréquents. Le détail des points à revoir est peut-être précisé sur la page de discussion.
- Les titres sont pré-formatés par le logiciel. Ils ne sont ni en capitales, ni en gras.
- Le texte ne doit pas être écrit en capitales (les noms de famille non plus), ni en gras, ni en italique, ni en « petit »…
- Le gras n'est utilisé que pour surligner le titre de l'article dans l'introduction, une seule fois.
- L'italique est rarement utilisé : mots en langue étrangère, titres d'œuvres, noms de bateaux, etc.
- Les citations ne sont pas en italique mais en corps de texte normal. Elles sont entourées par des guillemets français : « et ».
- Les listes à puces sont à éviter, des paragraphes rédigés étant largement préférés. Les tableaux sont à réserver à la présentation de données structurées (résultats, etc.).
- Les appels de note de bas de page (petits chiffres en exposant, introduits par l'outil «  Source ») sont à placer entre la fin de phrase et le point final[comme ça].
- Les liens internes (vers d'autres articles de Wikipédia) sont à choisir avec parcimonie. Créez des liens vers des articles approfondissant le sujet. Les termes génériques sans rapport avec le sujet sont à éviter, ainsi que les répétitions de liens vers un même terme.
- Les liens externes sont à placer uniquement dans une section « Liens externes », à la fin de l'article. Ces liens sont à choisir avec parcimonie suivant les règles définies. Si un lien sert de source à l'article, son insertion dans le texte est à faire par les notes de bas de page.
- La présentation des références doit suivre les conventions bibliographiques. Il est recommandé d'utiliser les modèles {{Ouvrage}}, {{Chapitre}}, {{Article}}, {{Lien web}} et/ou {{Bibliographie}}. Le mode d'édition visuel peut mettre en forme automatiquement les références.
- Insérer une infobox (cadre d'informations à droite) n'est pas obligatoire pour parachever la mise en page.

Pour une aide détaillée, merci de consulter Aide:Wikification.
Si vous pensez que ces points ont été résolus, vous pouvez retirer ce bandeau et améliorer la mise en forme d'un autre article.
 (juillet 2021).
Lew Vanderpoole (né en 1855 - ?) était un écrivain et éditeur américain, surtout connu pour une série d'impostures littéraires perpétrées dans les années 1880 et pour une tentative d'escroquerie datant de 1894.

## Biographie

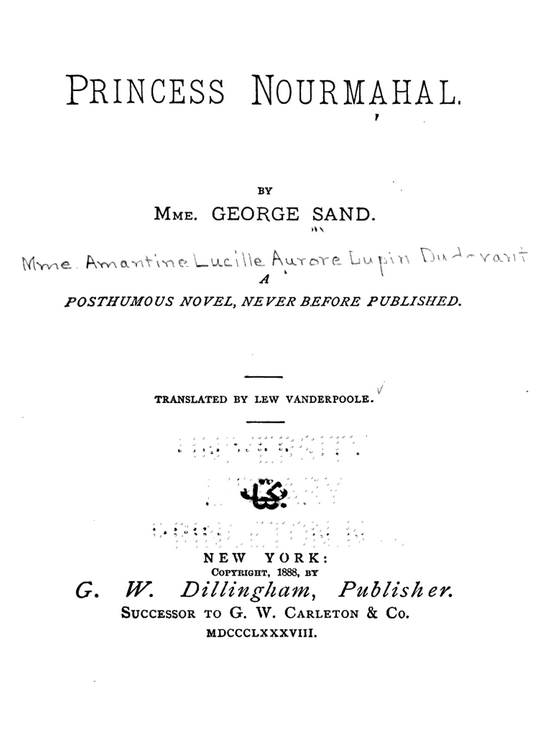
Page titre du livre Princesse Nourmahal, qui, selon Vanderpoole, a été écrit par George Sand.

On sait peu de choses sur la vie de Vanderpoole en dehors de ses impostures littéraires et de ses tentatives d'escroqueries. Lorsque ses contrefaçons de George Sand furent dénoncées aux États-Unis en septembre 1887, le New York Sun a rapporté que Vanderpoole prétendait avoir 32 ans et avait « une physionomie quelque peu irlandaise ». Il était affligé d'un léger bégaiement mais "avait la langue bien pendue et ce qu'il racontait paraissait plausible". On rapportait alors qu'il avait travaillé pour le New-York Tribune, puis qu'il fut chargé des échanges avec les autres journaux pour le New York World, et qu'il était considéré comme "un assez bon rédacteur descriptif, et un homme d'un certain niveau". On peut supposer que des ennuis de santé lui firent abandonner le travail dans les journaux vers 1884, et c'est probablement à partir de cette date qu'il élabora ses stratagèmes, en raison de sa mauvaise situation financière. Lorsqu'il fut arrêté en septembre 1887, il vivait à Oyster Bay sur l'île de Long Island, près de New York.
Au moment où Vanderpoole fit l'actualité, des journaux du nord de l'État de New York rapportèrent qu'il avait été un résident du Comté de Columbia (New York) et qu'il était « bien connu à Hudson en raison de ses nombreuses aventures audacieuses". On trouve son nom orthographié de diverses façons "CL Vanderpoel", "Charles L. Vanderpool" de la ville de Kinderhook,,, mais il semble bien qu'il s'agisse de la même personne. Il avait épousé Rosa Vosburgh de Kinderhook en 1881. Le New York World a rapporté que le couple avait trois enfants et avait divorcé en 1894, après quoi sa femme aurait déclaré : « Je n'aime pas mon mari. Je suis fatigué de lui, mais je lui ai été fidèle à deux exceptions près." En 1890, il aurait été lié au Troy Times.

## Contrefaçons de George Sand
Vanderpoole a prétendu que l'écrivaine française George Sand (Amantine Aurore Lucile Dupin), décédée en 1876, était sa tante ou sa grand-tante, et qu'il était l'un de ses héritiers. Il fut arrêté pour faux en septembre 1887, après avoir vendu au Cosmopolitan une histoire intitulée Princess Nourmahal qu'il prétendait avoir traduit en anglais au départ d'un manuscrit de George Sand en sa possession,,,,. Confronté au fait qu'il ne pouvait pas produire le manuscrit original de Princess Nourmahal qu'il prétendait avoir traduit, il avoua qu'il disposait d'une mémoire phénoménale et qu'il l'avait traduit de mémoire. Pourtant, il semblait ne pas connaître le français lorsqu'on l'interrogeait dans cette langue. La critique du New York Times sur Princess Nourmahal a rejeté l'idée que Sand eût pu être l'autrice de l'œuvre. Vanderpoole a nié que le travail était un faux Vanderpoole a passé quelques jours en prison, mais a été libéré sur l'argument que l'affaire devait être jugée à New York, et non à Oyster Bay. Certains journaux de l'époque ne considéraient que l'infraction commise par Vanderpoole fût importante et espéraient qu'il publierait à l'avenir sous son propre nom. Mais Vanderpoole passa outre et publia Princess Nourmahal en 1888 chez un autre éditeur en continuant à prétendre qu'il s'agissait d'une traduction d'une œuvre inédite de Sand.

## Un entretien avec le roiLouisIIde Bavière
En novembre 1886, le compte-rendu d'une prétendue audience accordée par le roi Louis II de Bavière à Vanderpoole quelques années auparavant fut publié quelques mois après la mort tragique du roi dans le Lippincott's Monthly Magazine.L'article donne des informations fascinantes sur Louis II, qui évoque l'admiration totale qu'il aurait portée à Edgar Allan Poe, et s'interroge sur sa propre folie,. Le texte fut presque aussitôt (1887) traduit en allemand par l'éditeur Lutz de Stuttgart qui le publia en annexe d'un ouvrage intitulé Herrschermacht und Geisteskrankheit, un puvrage proposant la traduction de textes du Dr W.W. Ireland, un psychiatre qui s'était notamment penché sur la question de la santé mentale du roi Louis II. Il fut ensuite fréquemment cité et reproduit par les écrivains allemands, puis également par des écrivains français, qui ne soupçonnèrent pas la supercherie. Le personnage de Vanderpoole apparaît même dans la comédie musicale allemande "Ludwig²" (2005),. Ce n'est qu'en 2017 que l'imposture fut dénoncée à la suite des investigations du chercheur indépendant Luc-Henri Roger. 
Le New York Sun rapporta en septembre 1887 que l'article de Ludwig était « un entretien extrêmement intéressant » que Vanderpoole prétendait avoir obtenu grâce à une lettre de recommandation adressée au roi par l'Homme politique français Gambetta. Vanderpoole y fait allusion à ses liens présumés avec le journal français Le Figaro, avec lequel il n'entretenait en fait aucun lien. Le Sun rapporta d'auttres affabulations de Vanderpoole qui " avait raconté à plusieurs éditeurs qu'il était en bons termes avec Victor Hugo, George Eliot, Gladstone, Boulanger, Zola, Thomas Carlyle, Rubenstein, Bismarck, Sara Bernhardt, Tennyson, Ruskin et Thiers ".

## Autres événements
Vanderpoole tenta aussi de s'attribuer la paternité du roman Ruhainah (1886) dû en fait à la plume du révérend. T.P. Hughes qui l'avait publié sous le pseudonyme Evan Stanton. Le révérend Hughes dénonça alors lui-même l'imposture en adressant une lettre à divers journaux. 
Le Lippincott 's Magazine publia en septembre 1887 le roman The Red Mountain Mines, signé de Vanderpoole lui-même.
En 1894, Vanderpoole fut arrêté à Londres en 1894, après avoir tenté d'emprunter 1 000 livres au banquier Charles Russell, qui se trouvait être le fils du Lord Chief Justice.

## Maison d'édition
Une société créée en 1890 par Vanderpoole, la "Lew Vanderpoole Publishing Co", publia un certain nombre de livres, dont « The Toltec Cup » (1890) et « The Primrose Path of Dalliance » (1892) par Andrew Carpenter Wheeler ; "Eteocles: a Tale of Antioch" (1890) par Jessie Agnes Andrews (une autrice dont il prétendit qu'elle n'avait que 13 ans), "The Magnet of Death" (1890) qu'il signa, "Seemingly" (1890) par Caroline Washburn Rockwood et Vanderpoole, et "A Saratoga Romance" de Rockwood.